# Loewia
Loewia es un género de fanerógamas perteneciente a la familia Passifloraceae. Comprende 5 especies descritas y pendientes de ser aceptadas.

## Taxonomía
El género fue descrito por Ignatz Urban y publicado en Annuario del Reale Istituto Botanico di Roma 6: 189. 1897. La especie tipo es: Loewia glutinosa Urb.			   

## Especies
A continuación se brinda un listado de las especies del género Loewia pendientes de ser aceptadas hasta julio de 2014, ordenadas alfabéticamente. Para cada una se indica el nombre binomial seguido del autor, abreviado según las convenciones y usos.
- Loewia glandulosa Urb.
- Loewia glutinosa Urb.
- Loewia microphylla (Chiov.) Roti Mich.
- Loewia tanaensis Urb.
- Loewia thomasii (Urb.) J.Lewis